# Sărmășag
Sărmășag (Hongaars: Sarmaság) is een plaats en gemeente in het Roemeense district Sălaj, gelegen bij de monding van de Zalău in de Crasna.

## Bevolking
De gemeente Sărmășag telde tijdens de volkstelling in 2011 in totaal 6092 inwoners. De meerderheid van de bevolking (4568 personen) bestaat uit etnische Hongaren.